# Zielonoświątkowy Kościół Świętości
Zielonoświątkowy Kościół Świętości (ang. Pentecostal Holiness Church, PHC), lub Międzynarodowy Zielonoświątkowy Kościół Świętości (International Pentecostal Holiness Church, IPHC) – zielonoświątkowy kościół chrześcijański, założony 30 stycznia 1911 r. w wyniku połączenia dwóch starszych denominacji wywodzących się z ruchu uświęceniowego. W skład unii weszły Fire-Baptized Holiness Church, oraz Pentecostal Holiness Church, a w 1915 roku dołączył również Tabernacle Pentecostal Church. 
IPHC jest członkiem Światowej Konferencji Zielonoświątkowej. Teologiczne korzenie Kościoła wywodzą się z nauk Johna Wesley'a o uświęceniu. Chociaż nie jest to wymagane, niektóre kościoły angażują się w praktykę umywania nóg.

## Statystyki
Pod koniec 2016 roku IPHC miało 1,7 miliona wiernych, którzy uczęszczali do 12 437 kościołów, oraz 2,1 mln wiernych w 5642 kościołach stowarzyszonych. Razem ponad 3,8 mln wyznawców w 18 079 kościołach zlokalizowanych na całym świecie. Z IPHC stowarzyszeni są między innymi: Metodystyczny Kościół Zielonoświątkowy z Chile i Wesleyański Kościół Metodystyczny w Brazylii.
Według danych z 2008 roku, 330 tys. ochrzczonych członków znajdowało się w Stanach Zjednoczonych, głównie w: Karolinie Północnej (57,4 tys.), Karolinie Południowej (56,2 tys.), Wirginii (30,3 tys.), na Florydzie (27,7 tys.) i w Oklahomie (20,2 tys.).